# Gregory (South Dakota)
Gregory is een plaats (city) in de Amerikaanse staat South Dakota, en valt bestuurlijk gezien onder Gregory County.

## Demografie
Bij de volkstelling in 2000 werd het aantal inwoners vastgesteld op 1342.
In 2006 is het aantal inwoners door het United States Census Bureau geschat op 1238, een daling van 104 (-7,7%).

## Geografie
Volgens het United States Census Bureau beslaat de plaats een oppervlakte van
3,5 km², geheel bestaande uit land.

## Plaatsen in de nabije omgeving
De onderstaande figuur toont nabijgelegen plaatsen in een straal van 32 km rond Gregory.